# هیلدا مارگارت لیون
هیلدا مارگارت لیون (زادهٔ ۳۱ مه ۱۸۹۶ – درگذشته در ۲ دسامبر ۱۹۴۶) عضو انجمن هوانوردی سلطنتی و یک مهندس بریتانیایی بود که «شکل لیون» را ابداع کرد، طراحی آیرودینامیکی که برای کشتی‌های هوایی و زیردریایی‌ها استفاده می‌شد.

## اوایل زندگی و تحصیلات
لیون در سال ۱۸۹۶ در مارکت ویتون، یورک‌شر به دنیا آمد. او کوچک‌ترین دختر توماس و مارگارت لیون بود. پدرش یک مغازه‌دار بود. هیلدا لیون در دبیرستان بورلی تحصیل کرد و سپس در سال ۱۹۱۵ وارد کالج نیونهام، کمبریج شد و در آنجا مدرک کارشناسی ارشد ریاضیات گرفت.

## فعالیت در هوانوردی

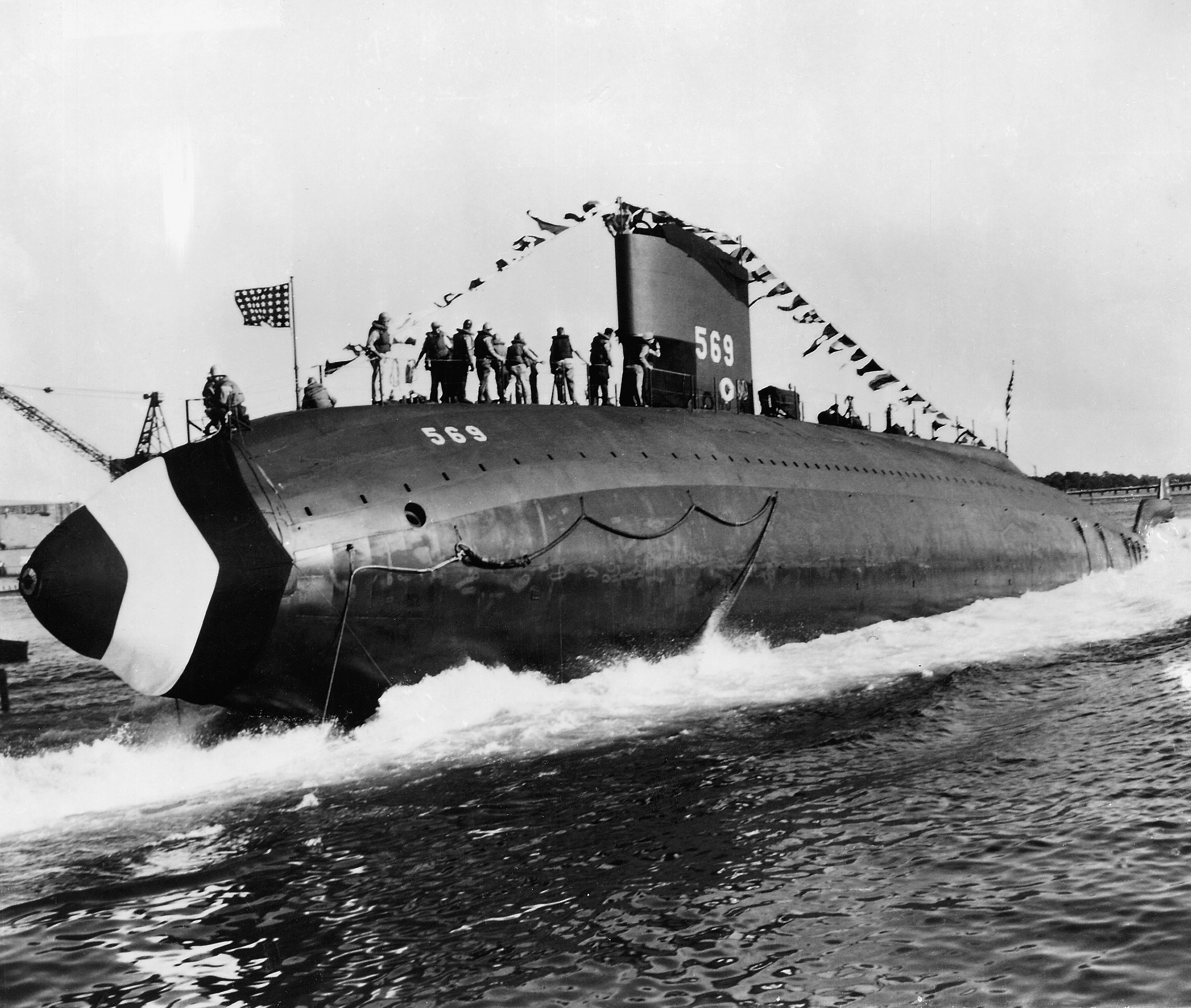
راه‌اندازی یک زیردریایی در ۱۹۵۵

پس از فارغ‌التحصیلی، لیون یک دوره تجزیه‌وتحلیل تنش هواپیما را در وزارت هوانوردی گذراند و سپس به‌عنوان دستیار فنی مشغول به کار شد. او در این شغل هیچ چشم‌اندازی برای ارتقا یا مسئولیت بیشتر «برای یک زن ریاضیدان» نمی‌دید، بنابراین او و خواهرش از کارهایشان استعفا دادند و برای شش هفته به سوئیس رفتند.
در سال ۱۹۱۸، لیون به‌عنوان دستیار فنی هواپیما برای شرکت سیدلی-دیزی کار کرد. او در سال ۱۹۲۰ به شرکت جورج پارنال و شرکا منتقل شد.

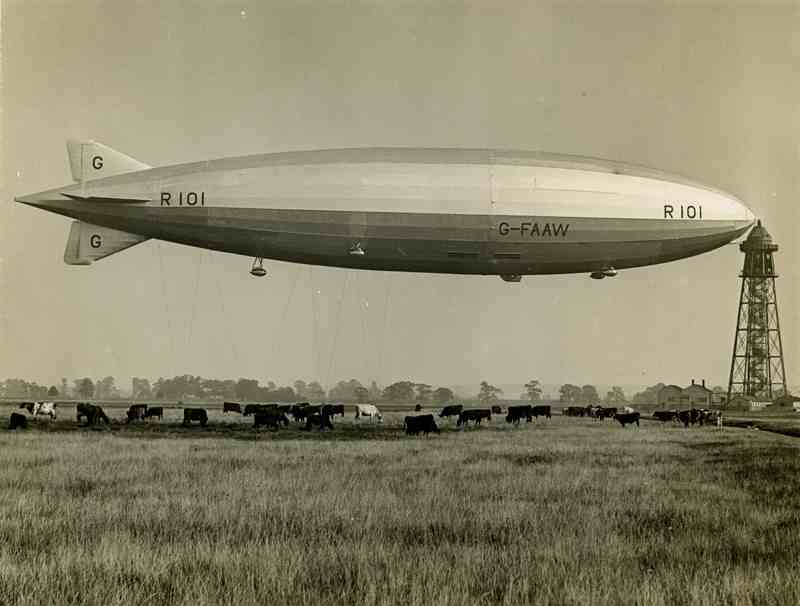
آر۱۰۱ در کاردینگتون

حدود سال ۱۹۲۲، هیلدا به عنوان عضو همکار انجمن هوانوردی سلطنتی پذیرفته شد. از سال ۱۹۲۵ به بعد، او عضو کادر فنی در کارگاه‌های کشتی هوایی سلطنتی در کاردینگتون بود و از طریق کارش بر روی آیرودینامیک به توسعه آر۱۰۱ که یک کشتی هوایی سخت بود، کمک کرد.
در سال ۱۹۳۰، هیلدا از سوی انجمن هوانوردی سلطنتی جایزه یادبود آر۳۸ را برای مقاله‌اش با عنوان «استحکام قاب‌های عرضی کشتی‌های هوایی سخت» دریافت کرد. این اولین باری بود که جایزه‌ای از سوی این انجمن به یک زن اعطا می‌شد.
ادامه کارهای هیلدا شامل سفرهایی به آمریکا، کانادا و آلمان بود. در سال ۱۹۳۰، او به آمریکا رفت و بورسیه سفر مری ایوارت را دریافت کرد و در مؤسسه فناوری ماساچوست به تحصیل پرداخت، جایی که اولین بار به او اجازه داده شد از تونل باد استفاده کند. در سال ۱۹۳۲، او پایان‌نامه‌ای با عنوان «اثر آشفتگی بر کشش مدل‌های کشتی هوایی» به منظور دریافت ام‌اس‌سی (MSc) خود ارائه داد. پس از ارائه پایان‌نامه، هیلدا به گوتینگن در آلمان رفت و در جامعه کایزر ویلهلم تحت نظر لودویگ پراندتل تحقیقاتی انجام داد.
پس از بازگشت به بریتانیا، هیلدا مدتی را به عنوان مراقب در خانه گذراند و همزمان با استفاده از کتابخانه‌های دانشگاه هال و دانشگاه لیدز و با بازدید از آزمایشگاه فیزیک ملی بریتانیا و تأسیسات هوانوردی سلطنتی، تحقیقات خود را ادامه داد. در این مدت، او روی فلاتر آئرواستاتیک و تیغه‌های الاستیک کار کرد.
از سال ۱۹۳۷، هیلدا به تحقیقات آیرودینامیکی بازگشت و به عنوان افسر علمی ارشد در تأسیسات هوانوردی سلطنتی در فارنبره مشغول به کار شد. او ابتدا در تونل‌های باد بر روی مکش لایه مرزی کار کرد، سپس به بخش پایداری پیوست. سپس سرپرست این بخش شد و همچنین در شورای تحقیقات هوانوردی فعالیت کرد.

## مرگ

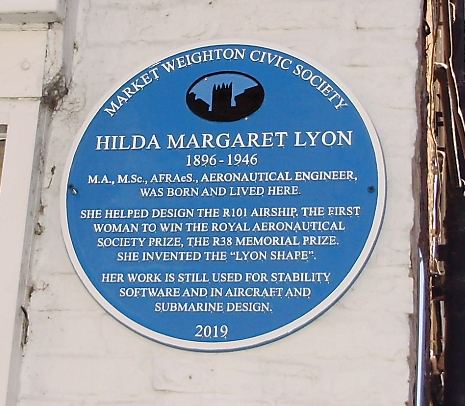
لوح یادبود هیلدا لیون، در مارکت ویتون

لیون در ۲ دسامبر ۱۹۴۶ پس از یک عمل جراحی درگذشت. پس از مرگ او، تحقیقاتش و «شکل لیون» که او ابداع کرده بود، در طراحی زیر دریایی‌های آمریکایی گنجانده شد. این طراحی تبدیل به فرم بدنه آیرودینامیک پیش‌نمونه‌ای برای تقریباً تمام زیر دریایی‌های بعدی ایالات متحده شد.

## بزرگداشت
زندگی‌نامه هیلدا در ۹ مه ۲۰۱۹ توسط دایرةالمعارف ملی آکسفورد منتشر شد به عنوان بخشی از حمایت این دایرةالمعارف از صدمین سالگرد انجمن مهندسان زن، و یک کتاب جدید در مورد زندگی و کار هیلدا منتشر شده است. یک لوح آبی در تاریخ ۲۷ ژوئن ۲۰۱۹ به افتخار هیلدا در محل فروشگاه پدرش در مارکت ویتون در یورکشایر شرقی نصب شد.
در سال ۲۰۲۱، کلیسای سنت مری در شهر بوری اعلام کرد که قصد دارد یک کنده‌کاری سنگی از هیلدا لیون نصب کند. هشت شخصیت دیگرنیز در کنار مجسمه سنگی هیلدا لیون قرار داده شدند که شامل امی جانسون، ماری ولستونکرافت، مری سیکول، ماری کوری، روزالیند فرانکلین، هلن شارمن و آدا لاولیس می‌باشند.